# Коржинський Сергій Іванович
Сергій Іванович Коржи́нський (рос. Сергей Иванович Коржинский; 7 вересня 1861, Астрахань — 1 грудня 1900, Санкт-Петербург) — російський ботанік, систематик, флорист і ампелограф. Академік Петербурзької академії наук з 1896 року.

## Біографія
Народився 26 серпня (7 вересня) 1861 року в Астрахані в дворянській родині. 1874 року вступив до Астраханської класичної гімназії, яку в 1881 році закінчив її з золотою медаллю. 1885 року закінчив Казанський університет і рішенням вченої ради був залишений в університеті для підготовки до професорського звання. У 1887 році отримав ступінь магістра за дисертацію «Матеріали до географії, морфології і біології Aldrovandia vesiculosa». До 1888 року був приват-доцентом Казанського університету, читав курс ботанічної географії, продовжував наукові дослідження.
У 1888—1892 роках — професор, завідувач кафедри ботаніки Томського університету. З 1892 року — Головний ботанік Петербурзького ботанічного саду, з 1893 року — директор Ботанічного музею Академії наук.
Помер у Санкт-Петербурзі 18 листопада (1 грудня) 1900 року. Похований на Нікольському цвинтарі Олександро-Невської лаври.

## Наукова діяльність
Одним з перших показав динамічну рухливість (територіальну нестійкість) ґрунтово-рослинних зон на Руській рівнині. Був основоположником гіпотези наступання лісу на степ. Незалежно від Гуго де Фріза і Альберта Келлікера обґрунтував мутаційну теорію («теорія гетерогенезу»), протиставивши її дарвінізму. Слідом за Антоном Кернером розвинув уявлення про ареал як географічний критерій виду.
Провів ряд експедицій в Закаспійську область, Фергану, на Алтай, Памір, в Крим. Світову популярність йому принесла праця «Гетерогенезіс і еволюція» (1899). Укладач «Ампелографії Криму», виданої в 1904 і в 1910 роках, яка стала теоретичною основою селекції винограду. Розробив методику опису сортів і теорію походження культурних сортів винограду.

### Основні праці
- Коржинский С. И. Северная граница черноземно-степной области восточной полосы Европейской России в ботанико-географическом и почвенном отношении. I. Введение. Ботанико-географический очерк Казанской губернии // Тр. О-ва естествоиспытателей при Казан. ун-те. 1888. Т. 18, вып. 5. С. 1–253.
- Коржинский С. И. Северная граница черноземно-степной области восточной полосы Европейской России в ботанико-географическом и почвенном отношении. II. Фитотопографические исследования в губерниях Симбирской, Самарской, Уфимской, Пермской и отчасти Вятской // Тр. О-ва естествоиспытателей при Казан. ун-те. 1891. Т. 22, вып. 6. С. 1–201.
- Коржинский С. И. Флора Востока Европейской России в ее систематическом и географическом соотношениях. I // Изв. Томск. ун-та. 1893. Кн. 5. С. 71–299.
- Коржинский С. И. Гетерогенезис и эволюция. К теории происхождения видов. I // Зап. Акад. наук по физ.-мат. отд-нию. 1899. Т. 9, № 2. С. 1–94.

## Нагороди
- Російської імперії:
  - Орден Святого Станіслава II ступеня (1896);
  - Орден Святого Станіслава III ступеня (1891).
  - Срібна медаль в пам'ять царювання Імператора Олександра III.
- Зарубіжні
  - Орден Бухарської Золотої зірки I ступеня[12].

## Вшанування пам'яті
- У 2006 році Інститут Волзького басейну РАН провів V експедицію-конференцію, присвячену 145-річчю від дня народження С. І. Коржинського;
- У 2011 році в астраханському об'єднаному історико-краєзнавчому музеї пройшла виставка, присвячена 150-річчю від дня народження С. І. Коржинського;
- У 2011 році бібліотекою РАН була організована книжково-ілюстративна виставка «Сергій Іванович Коржинський (1861—1900), російський ботанік, флорист і ботаніко-географ, академік Петербурзької АН»;
- Портрет С. І. Коржинского в 2012 році був розміщений в портретній галереї «Професори Томського університету»[12].